# Johnsburg (Nowy Jork)
Johnsburg – miasto w Stanach Zjednoczonych, w stanie Nowy Jork, w hrabstwie Warren.